# Latvijska sovjetska enciklopedija
Latvijska sovjetska enciklopedija (latvijski: Latvijas padomju enciklopēdija, ruski: Латвийская советская энциклопедия) opća je enciklopedija na latvijskome. Izdavala ju je „Glavna redakcija enciklopedija“ (latvijski: Galvenā enciklopēdiju redakcija, ruski: Главная редакция энциклопедий) iz Rige od 1981. do 1988. u 12 svezaka.

## Povijest
Opće statističke informacije su izdane u 10 svezaka. 1984. godine tiskan je na latvijskome i ruskome dodatni svezak s brojom 52 posvećen Latvijskoj SSR. 1988. godine tiskan je dodatni svezak s brojem 102. Svezak je sadržavao dopunjene životopise, ažurirane statistike te informacije o geopolitičkim promjenama. Svesci su tiskani u 75.000 primjeraka. Glavni urednik bio je Pēteris Jērāns.  
Latvijska sovjetska enciklopedija sveukupno sadrži oko 60.000 članaka, oko 20.000 crno-bijelih ilustracija i u boji, i preko 600 karata.

## Struktura
| Broj sveska | Ime sveska     | Godina objavljivanja |
| ----------- | -------------- | -------------------- |
| 1           | A — Bh         | 1981.                |
| 2           | Bi — Dža       | 1982.                |
| 3           | Dže — Hain     | 1983.                |
| 4           | Hait — Karta   | 1983.                |
| 51          | Karte — Lauk   | 1984.                |
| 52          | Latvijas PSR   | 1984.                |
| 6           | Lauk — Monr    | 1985.                |
| 7           | Mons — Plato   | 1986.                |
| 8           | Platp — Singa  | 1986.                |
| 9           | Singo — Trien  | 1987.                |
| 101         | Tries — Žvīgu  | 1987.                |
| 102         | Dodatni svezak | 1988.                |